# The Victim
The Victim er en amerikansk stumfilm fra 1916 af Will S. Davis.

## Medvirkende
- Valeska Suratt som Ruth Merrill
- Herbert Heyes som Dr. Richard Boulden
- Claire Whitney som Edna Boulden
- John Charles som Jack Higgins
- Joseph Granby som Roy Barker